# HTML karakterkódolás
A HTML (angolul: HyperText Markup Language=hiperszöveges jelölőnyelv) nyelvet már 1991 óta használják, de csak az 1997-ben megjelent HTML 4.0 óta lehetséges a nemzetközi karakterek teljeskörű használata. Amikor egy HTML dokumentum speciális karaktereket tartalmaz a 7 bites ASCII karakterein kívül, akkor két célt érdemes figyelembe venni: az információk integritását és az univerzális böngésző megjelenést.
A karakterkódolás az informatikában a betűk, a számok és egyéb karakterek megjelenítéséért felel. Minden egyes karakterhez egy egyedi számot rendelünk hozzá, például az ASCII karaktergyűjteményben az A betűhöz a 65-ös szám tartozik. Ez azért fontos, mert az informatikai eszközök (számítógépek, telefonok) az ember számára értelmezhető karaktereket elektronikus formában tudják csak megjeleníteni, azaz a minden karaktert számok formájában tárolnak. Ezeket a számokból álló rendszereket nevezik karakterkódolásnak.

## Karakterkódolás kiválasztása
Ahhoz hogy eltudjuk dönteni, hogy milyen karakterkódolásra van szükségünk, először meg kell határoznunk, hogy milyen karaktereket szeretnénk megjeleníteni. Különös tekintettel azokra a karakterekre, amelyeket nem tartalmazza az angol ABC. Például a magyar nyelv esetében az ékezetes karakterekre.
Ha elkészítettünk egy listát, amelyen szerepelnek az általunk használni kívánt karakterek, akkor meg kell keresnünk azt a karakterkészletet, amely tartalmazza az összes számunkra szükséges karaktert.
Magyar nyelvterületen leggyakrabban az UTF-8 karakterkódolást szokták alkalmazni, mert ez tartalmazza az összes általunk használt karakter ékezetes változatát is.

## Karakterkódolás megadása
Több módja is van annak, hogy a HTML nyelven belül megadjuk a karakterkódolást, a megadás módja a dokumentum típusától függ.
A webszerver tartalmazhatja a karakterkódolást, a karakterkészlet a Hypertext Transfer Protocol (HTTP) Content-Type tartalomtípus fejlécében kerül meghatározásra az alábbi módon:
```
Content-Type: text/html; charset=ISO-8859-4
```

Ez a módszer kényelmes módot kínál a HTTP szervernek a dokumentum kódolásának a tartalmai egyeztetés szerint történő megváltoztatására.

Egy HTML dokumentum esetében a <head> részbe kell helyeznünk a karakterkódolást definiáló részt. Régebbi HTML verziók esetében még szükséges volt az alábbi megadási módot alkalmaznunk.
```
<
meta
 
http-equiv
=
"Content-Type"
 
content
=
"text/html; charset=utf-8"
>

```

A HTML5 megjelenésével viszont már rendkívül megrövidült a karakterkódolásnak a megadása.
```
<
meta
 
charset
=
"UTF-8"
>

```

AZ XHTML dokumentumok esetében van egy harmadik lehetőség is. Ilyenkor egy XML deklarációval állítjuk be a megfelelő karakterkódolást.
```
<?xml version="1.0" encoding="ISO-8859-1"?>

```

## Megengedett karakterkódolások
A legújabb HTML szabványok a WHATWG kódolási szabványra hivatkoznak, amely meghatározza azoknak a karakterkódolásoknak a listáját, amelyeket a böngészőknek kötelezően támogatniuk kell. A HTML-szabványok tiltják más kódolások támogatását. A kódolási szabvány előírja, hogy új formátumok, új protokollok és az új dokumentumok szerzői kötelesek kizárólag UTF-8 karakterkódolást alkalmazni.
Az UTF-8 mellett a következő karakterkódolások engedélyezettek a HTML szabvány szerint:
- ISO-8859-2
- ISO-8859-7
- ISO-8859-8
- Windows-874
- Windows-1250
- Windows-1251
- Windows-1252
- Windows-1254
- Windows-1255
- Windows-1256
- Windows-1257
- Windows-1258
- GB18030
- Big5
- Shift JIS
- ISO-2022-JP
- EUC-KR
- UTF-16BE
- UTF-16LE
- x-user-defined

A következő karakterkódolások támogatása szükséges:
- Code page 866
- ISO-8859-3
- ISO-8859-4
- ISO-8859-5
- ISO-8859-6
- ISO-8859-8-I
- ISO-8859-10
- ISO-8859-13
- ISO-8859-14
- ISO-8859-15
- ISO-8859-16
- KOI8-R
- KOI8-U / KOI8-RU
- Mac OS Roman
- Windows-1253
- Mac OS Cyrillic
- GBK

Az alábbi karakterkészletek használata kifejezetten tiltott:
- CESU-8
- UTF-7
- BOCU-1
- SCSU
- EBCDIC
- UTF-32

## HTML karakterhivatkozások
A natív karakterkódolások mellett a karakterek is kódolhatók karakterhivatkozásokként. Ezek olyan speciális karakterek, amelyek alkalmasak arra, hogy a böngésző összekeverje őket egy HTML taggel. Például egy kisebb (<) jel esetében a böngésző vélheti úgy, hogy ez egy HTML tag, ebben az esetben a HTML kódot teljesen olvashatatlanná tenné. A karakterhivatkozásokkal különböző fenntartott HTML karaktereket tudunk a böngésző számára is könnyen értelmezhetővé és megjeleníthetővé tenni.
A karakterhivatkozásokat hívhatjuk entitásnak is.

### Néhány karakterhivatkozás
| Karakter | Megnevezés         | Entitás név | Entitás szám |
| -------- | ------------------ | ----------- | ------------ |
|          | nem törhető szóköz | &nbsp;      | &#160;       |
| <        | kisebb, mint       | &lt;        | &#60;        |
| >        | nagyobb, mint      | &gt;        | &#62;        |
| &        | és                 | &amp;       | &#38;        |
| "        | dupla idézőjel     | &quot;      | &#34;        |
| '        | aposztróf          | &apos;      | &#39;        |
| ¢        | cent               | &cent       | &#162;       |
| £        | font               | &pound      | &#163;       |
| ¥        | jen                | &yen        | &#165;       |
| €        | euró               | &euro       | &#8364;      |
| ©        | copyright          | &copy       | &#169;       |
| ®        | bejegyzett védjegy | &reg        | &#174;       |

## Linkek a témában
Az alább található cikkek segítséget nyújthatnak a karakterkódolások gyakorlati használatában.
- HTML karakterkódolás, karakterkészlet megadása (magyarul)
- HTML karakterkódolás (angolul)